# Franz Bairlein
Franz Xaver Bairlein (* 7. Dezember 1952 in Oberndorf am Lech) ist ein deutscher Ornithologe.

## Leben
Nach der Schulzeit zwischen 1959 und 1973 studierte Bairlein zwischen 1973 und 1977 Biologie, Chemie und Physik an der Universität Konstanz. Zwischen 1977 und 1980 absolvierte er ein Doktorandenstudium in Biologie an der Universität Konstanz, wo er zum Dr. rer. nat. promoviert wurde. Anschließend erhielt er eine Postdoktorandenstelle am Max-Planck-Institut für Verhaltenspsychologie, Vogelwarte Radolfzell. Von 1982 bis 1987 war er wissenschaftlicher Mitarbeiter an der Abteilung Zoologie der Physiologisch-Ökologischen Sektion an der Universität zu Köln. 1986 habilitierte er in Zoologie an der Universität Köln. Von 1987 bis 1990 war er Heisenbergstipendiat der Deutschen Forschungsgemeinschaft und lehrte als Assistenzprofessor in Zoologie an der Universität Köln. 1988 erfolgte ein Forschungsjahr in den Vereinigten Staaten an der University of Southern Mississippi in Hattiesburg. Von 1990 bis 2020 war Bairlein Direktor der Vogelwarte Helgoland in Wilhelmshaven. 1991 habilitierte er in Zoologie und Ökologie an der Universität Oldenburg. Seit 1992 ist er Professor für Zoologie an der Universität Oldenburg. Seit 1998 ist er Herausgeber des Journal of Ornithology. Von 2001 bis 2012 war er Präsident der Deutschen Ornithologen-Gesellschaft.
Bairleins Forschungsschwerpunkte sind der Vogelzug, die physiologischen Mechanismen der Gewichtszunahme bei Zugvögeln und die ökologische Arbeit in Rastgebieten entlang der Zugrouten und im Winterquartier europäischer Zugvögel. Daneben nahm Bairlein an mehreren Forschungsexpeditionen teil, darunter in die algerische Sahara zur Erforschung des Trans-Sahara-Vogelzuges, nach Marokko und Nigeria zu den Rastplätzen von Zugvögeln und zur Elfenbeinküste zu den Winterquartieren von paläarktischen Zugvögeln. 2003 studierte er die endemische Avifauna in Französisch-Polynesien. 2008 erforschte er in Alaska und Kanada die Wanderungen des Steinschmätzers.
2010 wurde Bairlein auf dem Internationalen Ornithologischen Kongress in Campos do Jordão, Brasilien, zum Präsidenten der International Ornithological Union und damit zum Präsidenten des Internationalen Ornithologischen Kongresses 2014 in Tokio gewählt. Bereits 1998 wurde Bairlein deutscher Delegierter im International Ornithological Committee und seit 2002 ist er Mitglied des Vorstandes des IOC. 2006 war er Ausrichter des 24. Internationalen Ornithologen-Kongresses in Hamburg.

## Mitgliedschaften
Bairlein ist Mitglied folgender Gesellschaften: Deutsche Ornithologen-Gesellschaft, Deutsche Zoologische Gesellschaft, Gesellschaft für Ökologie, Deutsche Gesellschaft für Tropenökologie, European Ornithologist’s Union, British Ecological Society, British Ornithologists’ Union, British Trust for Ornithology, Ecological Society of America, American Ornithologists’ Union, Cooper Ornithological Society USA, Wilson Ornithological Society USA, Association of Field Ornithologists USA., Schweizerische Gesellschaft für Vogelkunde und Vogelschutz und der New York Academy of Science.

## Auszeichnungen
- Ornithologen-Preis 1991
- Ehrenpräsident Merseyside Ringing Group, Cheshire, UK 2002
- Corresponding Fellow of the American Ornithologists’ Union, 2004
- Landschaftsmedaille Oldenburgische Landschaft, 2010
- Konrad-Lorenz-Medaille 2012
- Marsh Award for International Ornithology 2015
- Werner-Sunkel-Preis, 2015
- Ehrenpräsident Deutsche Ornithologen-Gesellschaft, 2015
- Ehrenmitglied Board of the European Union for Bird Ringing (EURING), 2019
- Max Planck Fellow, 2020

## Schriften (Auswahl)
- mit Gerhard Thielcke: Berichte der Deutschen Sektion des internationalen Rates für Vogelschutz. Bericht Nr. 18, 1978, Nr. 19, 1979, und Nr. 20, 1980.
- Ökosystemanalyse der Rastplätze von Zugvögeln: Beschreibung und Deutung der Verteilungsmuster von ziehenden Kleinvögeln in verschiedenen Biotopen der Stationen des „Mettnau-Reit-Illmitz-Programmes“. 1981.
- mit Gerhardt Zink: Der Zug europäischer Singvögel: Ein Atlas der Wiederfunde beringter Vögel. Band 2, Teile 3–4. 1981.
- Vogelwarte Helgoland - Wilhelmshaven; Helgoland, Cremlingen-Weddel; Geschichte; Struktur; Forschungsaufgaben. 1992.
- mit Lukas Jenni: Bird ringing in science and environmental management. 1994.
- mit G. Zink: Der Zug europäischer Singvögel:Ein Atlas der Wiederfunde beringter Vögel. Fringillidae, Passeridae, Sturnidae. Band 3, Teil 5. 1995.
- Ökologie der Vögel. Physiologische Ökologie, Populationsbiologie, Vogelgemeinschaften, Naturschutz. 1996.
- mit Volker Salewski und Bernd Leisler: Überwinterungsstrategien paläarktischer Singvögel in Afrika. 1998.
- mit Hans Rudolf Henneberg: Der Weißstorch (Ciconia ciconia) im Oldenburger Land. Bestandsentwicklung - Zug - Schutz. 2000.
- mit Roland Prinzinger: 150 Jahre Deutsche Ornithologen-Gesellschaft 1850–2000. Leipzig 19/9/-25/9/2000. Leipzig 2001.
- Proceedings of the final conference:Migration in the life-history of birds. Verl. der Deutschen Ornithologen-Gesellschaft, 2006.
- Family Sylviidae (Old World Warblers). In: Handbook of the Birds of the World. Band 11: Old World Flycatchers to Old World Warblers. 2006 (Co-Autor mit Per Alström, Raül Aymí, Peter Clement, Andrzej Dyrcz, Gabriel Gargallo, Frank Hawkins, Steve Madge, David Pearson und Lars Svensson).
- mit Peter H. Becker: 100 Jahre Institut für Vogelforschung: Vogelwarte Helgoland. 2010.
- mit Volker Dierschke, Jochen Dierschke, Volker Salewski, Olaf Geiter, Kathrin Hüppop, Ulrich Köppen und Wolfgang Fiedler: Atlas des Vogelzugs – Ringfunde deutscher Brut- und Gastvögel. 2014.
- mit Peter Südbeck und Reno Lottmann: Zugvögel im Wattenmeer Faszination und Verantwortung. 2018.
- Das große Buch des Vogelzugs. 2022